# Петер ван дер Гейден
Петер ван дер Гейден (нід. Peter Van Der Heyden, нар. 16 липня 1976, Алст, Бельгія) — бельгійський футболіст, що грав на позиції захисника. Дворазовий чемпіон Бельгії, дворазовий володар Кубка Бельгії, триразовий володар Суперкубка Бельгії. 
Виступав, зокрема, за клуб «Брюгге», а також національну збірну Бельгії.

## Клубна кар'єра
У дорослому футболі дебютував 1994 року виступами за команду клубу ФК «Дендерлеув», в якій провів чотири сезони. 
1998 року перейшов до складу команди «Ендрахт», в якій провів два сезони, взявши участь у 57 матчах чемпіонату. 
Своєю грою за цю команду привернув увагу представників тренерського штабу клубу «Брюгге», до складу якого приєднався 2000 року. Відіграв за команду з Брюгге наступні п'ять сезонів своєї ігрової кар'єри. Більшість часу, проведеного у складі «Брюгге», був основним гравцем захисту команди.
Згодом з 2005 по 2012 рік грав у складі команд клубів «Вольфсбург», «Майнц 05», «Брюгге» та «Беєрсхот».
Завершив професійну ігрову кар'єру у клубі «Кнокке», за команду якого виступав протягом 2012—2016 років.

## Виступи за збірну
2001 року дебютував в офіційних матчах у складі національної збірної Бельгії. Протягом кар'єри у національній команді, яка тривала 7 років, провів у формі головної команди країни 21 матч, забивши 1 гол.
У складі збірної був учасником чемпіонату світу 2002 року в Японії і Південній Кореї, де забив свій єдиний гол за команду у ворота Японії.

## Титули і досягнення
- Чемпіон Бельгії (2):

«Брюгге»:  2002-2003, 2004-2005
- Володар Кубка Бельгії (2):

«Брюгге»:  2001-2002, 2003-2004
- Володар Суперкубка Бельгії (3):

«Брюгге»:  2002, 2003, 2004